# 19848 Йончхучхіу
19848 Йончхучхіу (19848 Yeungchuchiu) — астероїд головного поясу, відкритий 2 жовтня 2000 року.
Тіссеранів параметр щодо Юпітера — 3,218.